# Changkya Khutukhtu
El Changkya Khutukhtu ( Chakhar mongol : Janggiy-a qutuγ-tu, Khalkha mongol : Зангиа Хутагт Zangia Khutagt ; tibetano : ལྕང་སྐྱ་ཧོ་ཐོག་ཐུ།, lcang -skya ho-thog-thu ; chino : 章嘉呼圖克圖, Zhāngjiā Hūtúkètú) era el título que ostentaba el jefe espiritual del linaje Gelug del budismo tibetano en Mongolia Interior durante la dinastía Qing.
El lama más importante de esta serie fue el tercer Changkya, Rolpai Dorje, que fue preceptor del Emperador Qianlong de China y principal representante del budismo tibetano en la corte Qing. Él y sus sucesores, en su mayoría con sede en Beijing, eran considerados los lamas tibetanos de mayor rango en China propiamente dicha y en Mongolia Interior. El Séptimo Changkya acompañó al gobierno nacionalista a Taiwán en 1949 y murió allí en 1957.

## Lista de Changkya Khutukhtu
Nota: En algunas enumeraciones, el segundo Changkya, Ngawang Losang Chöden se cuenta como el primero; el tercero, Rölpé Dorjé, como el segundo; y así sucesivamente. 
|   | Nombre                     | Años          | Proceso de aprobación del Gobierno Central                                    |
| - | -------------------------- | ------------- | ----------------------------------------------------------------------------- |
| 1 | Dragpa Öser                | 1607-1641     | La Urna Dorada no existía                                                     |
| 2 | Ngawang Losang Chöden      | 1642-1714     | La Urna Dorada no existía                                                     |
| 3 | Rölpé Dorjé                | 1717-1786     | Aprobado por el Gobierno Central de China, mediante el uso de la Urna Dorada. |
| 4 | Yéshé Tenpé Gyeltsen       | 1787-1846     | Se desconoce                                                                  |
| 5 | Changkya Yéshé Tenpé Nyima | 1849-1875     | Aprobado por el Gobierno Central de China, mediante el uso de la Urna Dorada. |
| 6 | Lozang Tendzin Gyeltsen    | 1878-1888     | Aprobado por el Gobierno Central de China, mediante el uso de la Urna Dorada. |
| 7 | Lozang Penden Tenpé Drönmé | 1891-1957     | Aprobado por el Gobierno Central de China, mediante el uso de la Urna Dorada. |
| 8 | Tendzin Dönyö Yéshé Gyatso | 1980-presente | Aprobado por el Gobierno Central de China, mediante el uso de la Urna Dorada. |

- Cuando el Partido Comunista de China ganó la Guerra Civil en 1949, Lozang Penden Tenpé Drönmé escapó a Taiwán.[9] Se dice que, antes de su muerte en 1957, prometió no reencarnarse hasta que la República de China retomase el control de la China Continental.[10] Sin embargo, el Dalai Lama reconoció unilateralmente a la encarnación actual del Changkya, Tendzin Dönyö Yéshé Gyatso, el 11 de agosto de 1998.  Lo encontró en 1980 en Tsongkha, donde se convirtió en monje, huyendo a India como refugiado en 1998. Ahora, reside en el Monasterio de Drepung, en India.[8] Ni él ni ningún otro potencial Changkya Khutukhtu[11] es reconocido por Taipéi o Beijing.